# اچ‌ام‌اس ترالی (۱۹۱۸)
اچ‌ام‌اس ترالی (۱۹۱۸) (به انگلیسی: HMS Tralee (1918)) یک کشتی بود که طول آن ۲۳۱ فوت (۷۰ متر) بود. این کشتی در سال ۱۹۱۸ ساخته شد.